# Pingmuzhen (ort i Kina, Shaanxi, lat 33,98, long 107,03)
Pingmuzhen är en ort i Kina. Den ligger i provinsen Shaanxi, i den nordvästra delen av landet, omkring 180 kilometer väster om provinshuvudstaden Xi'an. Antalet invånare är 8 794. Befolkningen består av 4 199 kvinnor och 4 595 män. Barn under 15 år utgör 14,0 %, vuxna 15-64 år 75 %, och äldre över 65 år 9,0 %.
Runt Pingmuzhen är det ganska glesbefolkat, med 22 invånare per kvadratkilometer. Pingmuzhen är det största samhället i trakten. I omgivningarna runt Pingmuzhen växer i huvudsak blandskog.
Genomsnittlig årsnederbörd är 985 millimeter. Den regnigaste månaden är juli, med i genomsnitt 205 mm nederbörd, och den torraste är december, med 2 mm nederbörd.